# Abacetus ennedianus
Abacetus ennedianus là một loài bọ chân chạy thuộc phân họ Pterostichinae. Loài này được Mateu mô tả lần đầu năm 1966.